# Исповедь (Руссо)
«Исповедь» (фр. Les Confessions) — автобиографическая книга французского писателя Жан-Жака Руссо, написанная в 1765—1770 годах и впервые опубликованная в 1782—1789 годах, после смерти автора.

## Содержание
В «Исповеди» Руссо рассказывает о всей своей жизни, причём делает это с беспрецедентной для своей эпохи откровенностью (по его собственным словам, он показал себя в книге «во всей правде природы»). Автор пишет, например, что его сексуальное развитие началось, когда няня отшлёпала его по заду. Далее он рассказывает о своём пристрастии к мастурбации, о приставаниях монахов в католическом приюте в Турине, об отношениях с любовницей Терезой Левассер, и сообщает множество подробностей о своей сексуальной жизни.

## Восприятие
Из-за откровенного содержания «Исповедь» много раз запрещалась католической церковью. Папа римский Пий VII включил её в «Римский индекс». Епископ Труа Этьен Антуан в 1821 году упомянул «Исповедь» в своём послании французскому духовенству в числе книг, которые «запрещены как нечестивые и кощунственные, а также как направленные на подрыв основ морали и государства».
«Исповедь» оказала огромное влияние на психологическую прозу эпохи романтизма. Её влияние стало определяющим для автобиографических произведений Стендаля — повестей «Жизнь Анри Брюлара» и «Воспоминания эготиста».